# McLaren M4B
La McLaren M4B è una monoposto di Formula 1, costruita dalla scuderia inglese automobilistica McLaren per partecipare al Campionato mondiale di Formula 1 1967.

## Descrizione

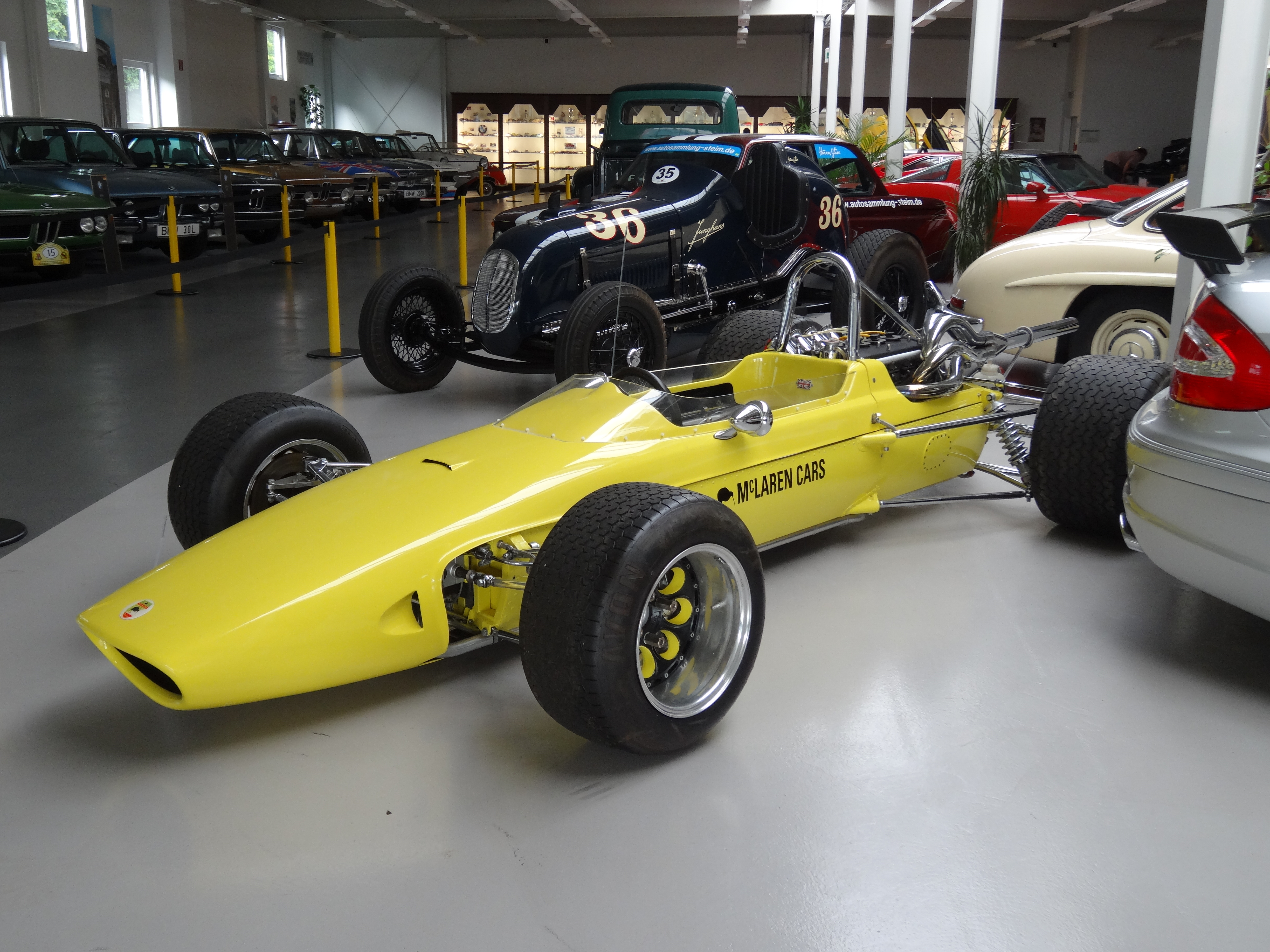
McLaren M4A, che fece da base per la M4B

L'M4B era basato sulla M4A, monoposto già impiegata nel campionato di Formula 2. Rispetto a quest'ultima, vennero aggiunti dei serbatoi di carburante ai lati dell'abitacolo per consentire alla vettura di percorrere una distanza maggiore e la parte posteriore della vettura fu tagliata per poter installare il motore BRM V8 da 2,0 litri, una versione migliorata e aggiornata del motore con cui Graham Hill aveva vinto il campionato del mondo nel 1962.
La vettura ha fatto il suo debutto nella Race of Champions del 1967 a Brands Hatch. In gara ufficiale ha debuttato al Gran Premio di Monaco 1967.